# Raymond Damadian
Raymond Vahan Damadian (Nueva York, 16 de marzo de 1936-3 de agosto de 2022) fue un médico estadounidense, médico e inventor de la primera máquina de escaneo de resonancia magnética (MR). La investigación de Damadian sobre el sodio y el potasio en células vivas lo llevó a sus primeros experimentos con resonancia magnética nuclear (RMN), lo que le llevó a proponer el escáner corporal MR en 1969. Descubrió que los tumores y el tejido normal se pueden distinguir in vivo por resonancia (RMN) debido a sus tiempos prolongados de relajación, tanto T1 (relajación spin-reticular) como T2 (relajación spin-spin). Fue el primero en realizar un escaneo de cuerpo completo de un ser humano en 1977 para diagnosticar el cáncer. Inventó un aparato y un método para usar la RMN de forma segura y precisa para escanear el cuerpo humano, un método hoy conocido como imagen de resonancia magnética (IRM).
Ha recibido varios premios. En 2001, el Lemelson-MIT Programa de Premio bestowed su $100,000 Lifetime Premio de Consecución como "el hombre quién inventó el escáner de IRM." Vaya en para colaborar con Wilson Greatbach, uno desarrollador temprano del implantable marcapasos, para desarrollar una IRM-marcapasos compatible. El Instituto de Franklin en Filadelfia dio su reconocimiento de Damadian  trabajo encima IRM con el Bower Premio en Liderazgo Empresarial. Sea también nombró Caballeros de Vartan 2003 "Hombre del Año". Reciba una Medalla Nacional de Tecnología en 1988 y era inducted en la Sala de Inventores Nacional de Fama en 1989.

## Biografía

### Primeros años
Damadian Nació en Nueva York, en una familia Armenia , Vahan y Odette (née Yazedjian). Obtuvo su licenciatura en matemáticas de la Universidad de Wisconsin@–Madison en 1956, y un M.D. Grado de la Universidad de Einstein del Albert de Medicina en Ciudad de Nueva York en 1960. Estudió el violín en Juilliard para 8 años, y practicó tenis para competiciones de copa Davis de Junior.
Conoce su futura esposa, Donna Terry, mientras  tenía un trabajo como entrenador de tenis. Ella le  invita al 1957 Billy Graham cruzada en Madison Jardín Cuadrado, y  responda a la llamada de altar. Raymond y Donna casaron un año después de que  acabe escuela médica, y  tuvieron tres niños. Raymond dice que primero se interese en detectar cáncer cuándo, como chico de 10,  vea su abuela maternal, con quien  sea muy cercano, dado dolorosamente de cáncer de pecho.

### Imagen por resonancia magnética

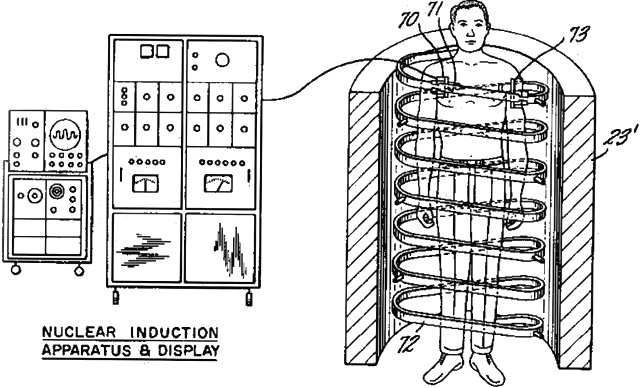
Raymond Damadian inventor del "Aparato y método para detectar cáncer en tejido."

Damadian trabajó con NMR preocupandose por investigar iones de potasio dentro de célula vivas. Encontró que el tiempo de relajación del potasio era mucho más corto comparando con soluciones acuosas de iones de potasio.  Esto sugirió que el potasio no se liberó sino que se complejó con los iones de carga fija cuando se determinó previamente.
Él y otros investigadores independientemente investigaron las señales de 1H NMR en células, y encontraron que el tiempo de relajación era mucho más corto que en agua destilada. Esto era compatible con ordenar de una parte grande del agua por adsorción a superficies macromoleculares.  Damadian predijo que las células cancerosas tienen un tiempo de relajación más prolongao, debido al trastorno de células malignas como por sus niveles elevados de potasio, ya que los iones de potasio estarían rompiendo la estructura de la fracción de agua ordenada.[cita requerida]
En un artículo de 1971 en la revista Ciencia, SUNY Downstate profesor del Centro Médico Damadian informó que los tumores pueden ser detectados en vivo por resonancia magnética nuclear (NMR) debido a mucho más tiempo de relajación que tejido normal. Sugiere que estas diferencias podrían usarse para detectar cáncer, incluso en las etapas tempranas donde sería más tratable, incluso si en la última búsqueda encontrara que estas diferencias, aunque reales, son demasiado variable para fines de diagnóstico. Aun así, Damadian en su artículo seminal afirmó solo que su método era una herramienta de detección , no afirmando ser una herramienta de diagnóstico, Sino proporcionar una manera no invasiva de detectar cánceres y monitoriar la efectividad de su terapia.[cita requerida]
Según un artículo de Wall Street Journal,  los métodos iniciales de Damadian eran defectuosos para el uso práctico, ya que dependían de un escáner punto por punto del cuerpo entero y utilizando índices de relajación, el cual resultó no ser un indicador eficaz de tejido canceroso.  Aun así, el mismo artículo señaló: “No obstante, su observación de las diferencias T1 y T2 en el tejido canceroso fue un momento Eureka para Paul Lauterbur.”  Además, Damadian documentó el papel fundamental en su Tabla 2 de que el tiempo de relajación T1 era diferente, más allá de la incertidumbre experimental, a través de todas sus muestras en diferentes tejidos sanos: músculo recto, hígado, estómago, intestino delgado, riñón, y cerebro.  Esto mostró la manera de obtener imágenes detalladas de los tejidos blandos del cuerpo por primera vez; la imagen de rayos X fue severamente deficiente para el análisis de tejido blando porque la diferencia en la absorción era muy pequeña (<4%). 
Entonces, cuando en el caso de Fonar v. General Eléctrico, los abogados de GE hicieron la misma afirmación de que el tiempo de relajaciones también se prolongó en el tejido no canceroso, por lo que no fue un buen diagnóstico, mientras que  los abogados de Fonar respondieron que es injusto castigar a Damadian porque sus métodos detectaron aún más las características que él habían pretendido. De hecho, incluso hoy, 90% de escáners de IRM en imágenes de productos de los pacientes que dependen de la relajación , cualquier imágenes dependiente de T1 o T2.
En 1974,  recibí la primera patente en el campo de IRM cuándo  patenté el concepto de NMR para detectar cáncer después de presentar una solicitud en 1972—ahora  hay más de 4,500 patentes en IRM. Cuando la Fundación de Ciencia Nacionales señala: “La patente incluía la idea de utilizar NMR para ‘escanear' el cuerpo humano para localizar tejido canceroso.” Aun así, no describía un método para generar imágenes de un escáner de este tipo ni precisamente cómo tal escáner podría ser hecho. Pero sin el descubrimiento de  Damadian de la sensibilidad profunda del tiempo de relajación de diferentes tipos de tejido y tejido maligno, no habría ninguna imagen en absoluto.[cita requerida]
En el @1950s, Herman Carr informó  haber creado una unidimensional imagen LORD. Incitado por el informe de Damadian en los usos médicos potenciales de NMR, Paul Lauterbur amplió la técnica Carr y desarrolló una manera de generar las primeras imágenes de IRM, en 2D y 3D, utilizando gradientes. Peter Mansfield de la Universidad de Nottingham entonces desarrolló una técnica matemática que permitiría a los escáners tomar segundos más que horas y producir imágenes más claras que Lauterbur tuvo. Mientras Lauterbur y Mansfield se enfocarón en animales y miembros humanos, Damadian construyó la primera máquina de IRM de cuerpo completo  y produjo la primera imagen por resonancia magnética ("IRM") del cuerpo humano, aunque utilizando una “técnica de campo” que difiere considerablemente de las imágenes modernas. Al registrar la historia de IRM, Mattson y Simon (1996) dan crédito a Damadian por la descripción del concepto de escáner NMR del cuerpo entero, así como el descubrimiento de las diferencias de relajación del tejido de RMN que hizo este factible.[cita requerida]

### Primer escáner de cuerpo de IRM humano
Encima julio 3, 1977, el primer cuerpo de IRM el examen estuvo actuado en un ser humano (el primer escáner humano estuvo actuado por el equipo de Peter Mansfield en Nottingham un año más temprano, en autor amigo Andrew Maudsley  dedo). Tome casi cinco horas para producir una imagen: un 106-voxel punto-por-escáner de punto de Larry Minkoff  tórax. Las imágenes eran rudimentarias por estándares modernos. Damadian, junto con colegas Larry Minkoff y Michael Goldsmith tomó siete años para lograr este punto. Nombraron su máquina original “Indomitable” para capturar el espíritu de su lucha para hacer qué muchos dicho no podría ser hecho, aunque ningún sistema nunca utilizaría Damadian  método. Su técnica de imaging nunca fue hecho a un método prácticamente utilizable y por tanto ha sido nunca utilizado en SEÑOR imaging cuando  lo sabemos hoy.
Su patente seguida en los tacones de rumores ya flotando durante la comunidad científica de Lauterbur está propuesto idea de utilizar NMR en vivo (todavía en el cuerpo humano, un imaging dispositivo).  Aun así, en 1969, Damadian anteriormente había propuesto NMR como método para barrido externo de cánceres internos en el cuerpo, i.e. en vivo:
Estoy muy interesado en el potencial de la espectroscopía de RMN para la detección temprana no destructiva de tumores malignos internos.. …  Haré cada esfuerzo yo, y a través de colaboradores, para establecer que todos los  tumores pueden ser reconocidos por su tiempo de relajación del potasio o H2O-protón spectra y proceder con el desarrollo de instrumentación y sondas que puede soler escanear el cuerpo humano externally para señales tempranas de malignidad. Detección de tumores internos durante los estados más tempranos de su génesis nos tendrían que traer muy cercanos a la erradicación total de la enfermedad.
Aunque luego resultó ser irreproducible, en su artículo de ciencia de 1971, Damadian mostró diferentes señales de RMN para tumores y diferentes tipos de tejidos:
En principio, las técnicas de resonancia magnética nuclear [RMN] combinan muchas de las características deseables de una sonda externa para la detección del cáncer interno
Esto era claramente influyente, cuando Lauterbur escribió en 1986:
…la atención de la comunidad médica primero fue atraída por el informe de Damadian que algunos tumores animales tienen tiempos de relajación de protones de agua notablemente largos.
…  incluso los tejidos normales largos difieren notablemente entre ellos en los tiempos de relajación de la RMN, y me pregunto si podría haber algún modo de mapear de forma no invasiva tales cantidades dentro del cuerpo.
Por lo tanto, fue el descubrimiento de tiempos de relajación muy variados lo que condujo a la búsqueda de Lauterbur de representar gráficamente estas diferencias de tiempo de relajación. Sin estas diferencias, desconocidas hasta el trabajo de Damadian, no habría nada con lo que hacer una imagen. De ahí un libro sobre la historia de MRI, que incluye capítulos sobre Damadian y Lauterbur, Capítulo 8 titulado, "Raymond V. Damadian: creador del concepto de exploración de RMN de cuerpo entero (MRI) y descubridor de las diferencias de relajación de tejido de RMN que lo hicieron Posible." El libro señaló la importancia de ambos hombres:
Debido a las contribuciones del Dr. Raymond Damadian y el Dr. Paul Lauterbur, la resonancia magnética se ha convertido en la herramienta de diagnóstico más poderosa y confiable en la medicina. ... Millones de personas en todo el mundo disfrutan de una mejor calidad de vida y se han salvado muchas vidas, gracias a las contribuciones de Damadian y Lauterbur.

La exploración por RMN resultó de dos pasos esenciales. Fueron tomados por los dos grandes pioneros en IRM de este volumen, el Dr. Raymond Damadian y el Dr. Paul Lauterbur. El Dr. Damadian brindó el primer paso, el descubrimiento de las diferencias en la señal de RMN tisular a partir de las cuales se realiza la imagen y el primer concepto de un escáner corporal RMN que utilizaría estas diferencias de señal para detectar enfermedades en el cuerpo humano. El Dr. Lauterbur proporcionó el siguiente paso para visualizar estas diferencias de señal como una imagen y proporcionó el primer método para adquirir estas señales a velocidades prácticas. No parece probable que la resonancia magnética pueda haber sucedido sin los pasos clave aportados por ambos científicos.

Sin el descubrimiento de Damadian, no se podía saber que enfermedades graves como el cáncer podían detectarse mediante un escáner de RMN o que las señales de RMN de los tejidos tenían suficiente contraste para crear imágenes médicamente útiles. Sin la contribución de Lauterbur, el desarrollo de un método práctico para visualizar estas diferencias de señal como una imagen podría haber ocurrido de manera mucho menos eficiente. Por otra parte, la increíble cantidad de coraje y agresividad mostrada por Damadian, trabajando solo con solo dos estudiantes, sin una concesión consistente, lo que lo lleva a hacer la mayor parte del desarrollo de su sistema como un hombre hecho a sí mismo aprendiendo cuando sea necesario, electrónica, mecanizado , soldadura y muchas otras tecnologías para construir su primer prototipo, es ejemplar para cualquier investigador. Esto tiene que ser comparado con las condiciones de trabajo de Lauterbur o Mansfield, ambos trabajan con fondos cómodos en amplios laboratorios con muchos colegas y estudiantes. Al menos desde el punto de vista del mérito, el trabajo de Damadian, de hecho, es considerable. ...

Reconociendo sus logros, el Presidente de los Estados Unidos otorgó el más alto honor de la nación en tecnología, la Medalla de Tecnología nacional, conjuntamente con el Dr. Damadian y el Dr. Lauterbur para el desarrollo de la resonancia magnética. Al presentar el premio el 15 de julio de 1988, el presidente Ronald Reagan citó a ambos científicos por sus contribuciones independientes para concebir y desarrollar la aplicación de la tecnología de resonancia magnética para usos médicos, incluyendo el escaneo de todo el cuerpo y las imágenes de diagnóstico.
La máquina de Damadian ahora está en el Instituto Smithsoniano. Todavía en 1982, había un puñado de escáneres de resonancia magnética en todo Estados Unidos; hoy hay miles.

### Fonar Corporation
En 1978, Damadian formó su propia compañía, Fonar (que significaba "Resonancia magnética nuclear centrada en el campo"), para la producción de escáners de IRM, y en 1980, produjo la primera comercial. La tecnología de "campo enfocado" de Damadian resultó ser menos efectiva que el enfoque gradiente de Lauterbur. Su escáner, llamado "Indomable", no se vendió. Fonar eventualmente abandonó la técnica de Damadian a favor de los métodos adoptados por Lauterbur y Mansfield. Damadian y Fonar aplicaron las regalías sobre las patentes de Damadian. Se establecieron con muchas compañías grandes, pero un caso contra General Electric fue al Circuito Federal, que confirmó un fallo de $ 129 millones contra GE por violación de las patentes de Damadian.  Damadian dice que el dinero del juicio ha sido devuelto a Fonar con fines de investigación y desarrollo.
Damadian es el mayor accionista de la compañía, con un 8% de las acciones por valor de $ 6.5 millones. A pesar de poseer sólo 8% del stock,  mantiene casi 100% control de la compañía a través de una clase separada de participaciones (Clase C) que sólo Damadian controla 2007. Damadian luego colaboró con Wilson Greatbatch, uno de los primeros desarrolladores del marcapasos implantable, para desarrollar un marcapasos compatible con MRI.  Él inventó un sistema de resonancia magnética stand-up y tiene 15 centros de escaneo de MRI en todo Estados Unidos. Hay varios centros de MRI independientes que usan esta tecnología tanto en los EE. UU. Como en todo el mundo.  La compañía concibió y construyó la primera MRI vertical multi-posicional del mundo, que fue reconocida como la invención del año en 2007 por la Intellectual Properties Owners Association Education Foundation.

### Creacionismo
En el debate del 4 de febrero de 2014 Bill Nye-Ken Ham, Damadian fue uno de los científicos que se grabaron en vídeo profesando una creencia en el joven creacionismo de la Tierra para el presidente de Respuestas en Génesis, Ken Ham, para citarlo.  Damadian promocionó Answers in Genesis, la creencia en una tierra joven y su fe cristiana en otras ocasiones, incluso en su libro 2015, Gifted Mind, coautor.

## Premios y honores
Damadian recibió una Medalla Nacional de Tecnología en 1988 y fue incluido en el Salón de la Fama de Inventores Nacionales en 1989. Su escáner de cuerpo completo MRI original fue entregado a la Institución Smithsonian en la década de 1980 y ahora está en préstamo y en exhibición en los Inventores Nacionales Salón de la fama en Ohio. En 2001, el Programa de Premios Lemelson-MIT  otorgó su premio Lifetime Achievement Award de $ 100.000 a Damadian como "el hombre que inventó el escáner MRI".
El Franklin Institute en Filadelfia reconoció el trabajo de Damadian en MRI con el Premio Bower en Liderazgo Empresarial. Fue nombrado Caballero de Vartan 2003 "Hombre del año". En septiembre de 2003, fue honrado con el Premio a la Innovación en Bioscience de The Economist.

## Libros por Damadian
- Gifted Mind: The Dr. Raymond Damadian Story, Inventor of the MRI. Master Books. 2015. ISBN 978-0890518038.   (Con Jeff Kinley)